# Pridite po Rembrandta
Pridite po Rembrandta je kriminalni roman, ki ga je napisal slovenski pisatelj, pesnik, dramatik, scenarist in novinar Željko Kozinc. Izšel je leta 2006 v Tržiču, pri založbi Učila International, kot del zbirke Bestseller. Zgodbo avtor geografsko umesti v trikotnik treh mest: Ljubljana – Dunaj – Budimpešta. Gre za napet roman, v katerem se prepletata umetnost in kriminal.
Gre pravzaprav za predelavo kriminalke Lovci na Rembrandta, ki je prvič izšla leta 1992.

## Vsebina
Glavna oseba romana je Eva Gabor, umetnostna zgodovinarka, ki se je iz Slovenije preselila na Dunaj, še prej pa doktorirala v Amsterdamu iz elektronske analize pigmentov Slovenskih gotskih slik. Prav tako kot Eva, je tudi njen mož Laszlo Gabor strokovnjak za prepoznavanje originalnosti umetniških slik velikih avtorjev. Laszlo je Madžar, ki ima probleme z odvisnostjo od drog, nad čimer Eva ni navdušena. 
Zakonca kot pomembna strokovnjaka delata za dunajskega trgovca z umetninami Josepha Bergerja. Prav ta ju pošlje v Ljubljano, z namenom, da bosta potrdila originalnost domnevne slike z Evangelistom Lukežom, katere avtor naj bi bil holandski baročni slikar Rembrandt. Ko Eva in Laszlo potrdita, da slika, sicer zelo dobra kopija, ni original, se zgodba začne zapletati. Glavni cilj oseb v romanu nenadoma postane poiskati originalno sliko Rembrandta. 
Po odkritju trupla v hiši likovnega kritika in zbiralca umetnin Rudolfa Pisanskega, je inšpektor Valentin Kos odločen, da bo našel morilca. Kmalu ugotovi, da je vedno več ljudi in dogodkov, na tak ali drugačen način, povezanih z umorom in izginotjem originala slike. 
Zgodba se z vsakim poglavjem bolj zapleta in v nekem trenutku postane celo nerazumljiva, vendar ne za dolgo, saj nam avtor postopoma poda ozadje dogodkov, do katerih naj bi prišel inšpektor Kos. Tako se roman razpleta počasi, napeto in nepričakovano vse do samega konca.

## Zbirka
Roman Pridite po Rembrandta je izšel pri založbi Učila, v zbirki Bestseller, leta 2006.

## Izdaje in prevodi
Kriminalka Lovci na Rembrandta je izšla prvič leta 1992, predelava le - te pa je kot kriminalni roman z naslovom Pridite po Rembrandta prvič izšel leta 2006.